# 晴れ 雨 のち スキ ♡
「晴れ 雨 のち スキ ♡」（はれ あめ のち すき）はモーニング娘。さくら組のデビューシングル。2003年9月18日に発売。

## 内容
- 2003年9月に、モーニング娘。の15人のメンバーを「モーニング娘。さくら組」と「モーニング娘。おとめ組」の2つに分けて活動を開始した。
- メンバーは安倍なつみ・矢口真里・吉澤ひとみ・加護亜依・高橋愛・紺野あさ美・新垣里沙・亀井絵里の8名である。
- ステージ衣装は、「さくら」色にちなんでピンクのワンピースであった。

## 収録曲
全作詞・作曲：つんく
1. 晴れ 雨 のち スキ ♡
編曲：鈴木Daichi秀行
2. でっかい宇宙に愛がある (モーニング娘。さくら組Version)
編曲：高橋諭一
3. 晴れ 雨 のち スキ ♡（Instrumental）

## 参加ミュージシャン
- 鈴木Daichi秀行 - ギター&プログラミング(1)
- 稲葉貴子 - コーラス(1)
- 高橋諭一 - ギター&プログラミング(2)

## カバー
- 安倍なつみ - アルバム『一人ぼっち』（2004年2月4日）に収録。